# Stadtmuseum Hagen

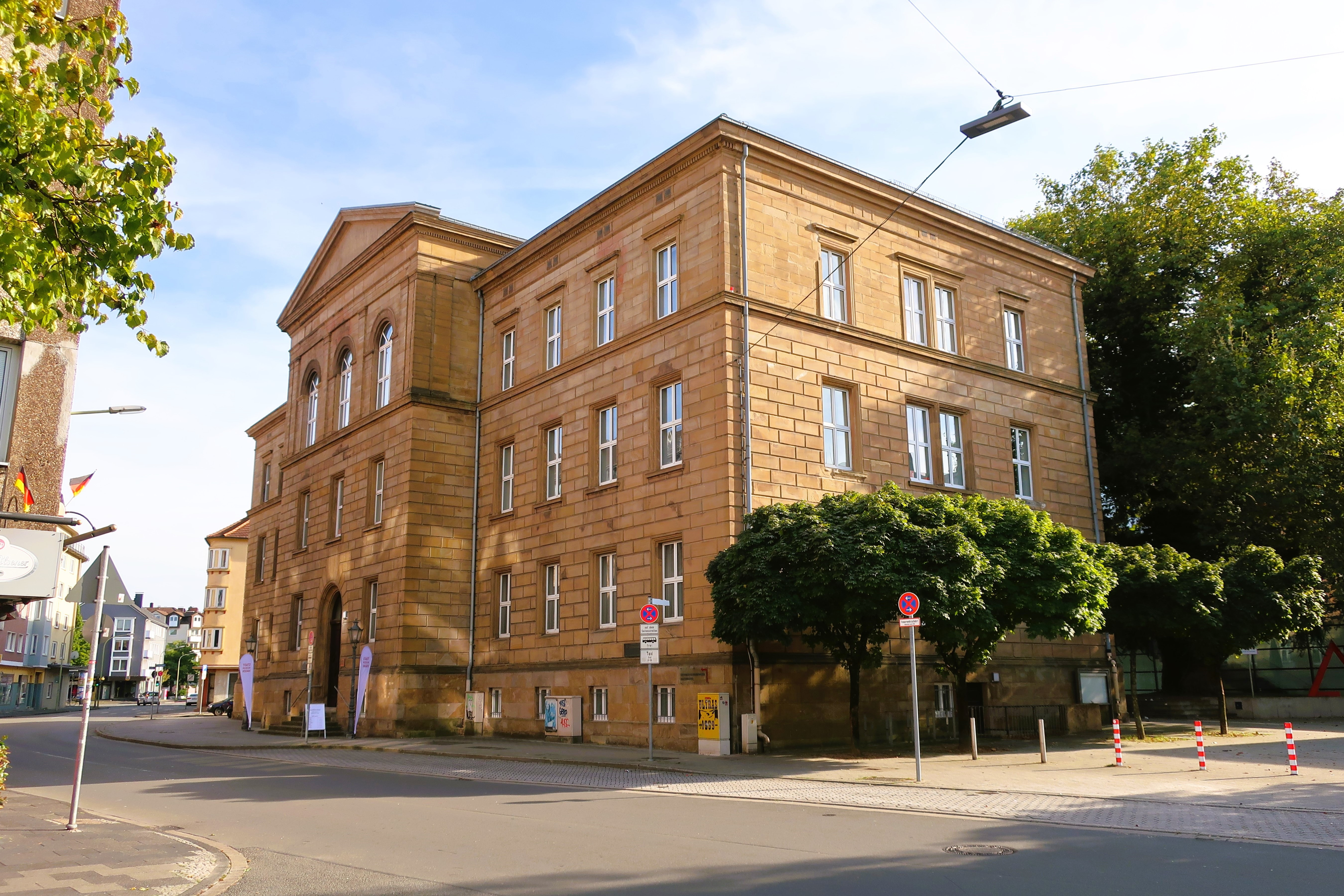
Stadtmuseum in Hagen

Das Stadtmuseum Hagen beschäftigt sich mit der Geschichte der kreisfreien westfälischen Großstadt Hagen und der umliegenden Region, also den ehemaligen Grafschaften Mark und Limburg. Nach einem Umzug und einer Neukonzeption wurde es im September 2024 wieder eröffnet.

## Geschichte

### Anfänge des Archivs und Heimatmuseum
Mit der Eingemeindung der Stadt Haspe und weiteren Gemeinden im Rahmen der kommunalen Gebietsreform von 1929 erfolgte die Erweiterung des schon seit dem 18. Jahrhundert in Aufbau befindlichen Hagener Stadtarchivs zum Großstadtarchiv. Im Laufe der Zeit und auch durch die Übernahme des Hohenlimburgischen Stadtarchivs 1975 wuchsen die Bestände erheblich an.
Nach der Gründung 1925 beschäftigte sich der Hagener Heimatbund vor allem mit der Sammlung von stadtgeschichtlich relevanten Objekten und Dokumenten. Ab 1933 war ein Heimatmuseum im Obergeschoss eines Patrizierhauses von 1725 in der Marktstraße untergebracht. Von 1937 an befand es sich in der ehemaligen Villa Kerckhoff (vormals Moll) im Zentrum der gleichnamigen Parkanlage (dem heutigen Dr.-Ferdinand-David-Park) in Nachbarschaft der seit 1897 bestehenden Oberreal- und Maschinenbauschule (heute steht dort das Rathaus an der Volme) und präsentierte sich unter dem Namen Haus der Heimat – Sauerländisches Friedrich-Harkort-Museum als zentrales Geschichtsmuseum für das Gau Westfalen-Süd. Beide Gebäude wurden im Bombenkrieg zerstört, zuvor war 1943 das Museum aufgrund des Krieges geschlossen worden. 1957 wurde die Sammlung der Stadt überreicht.

### Historisches Centrum

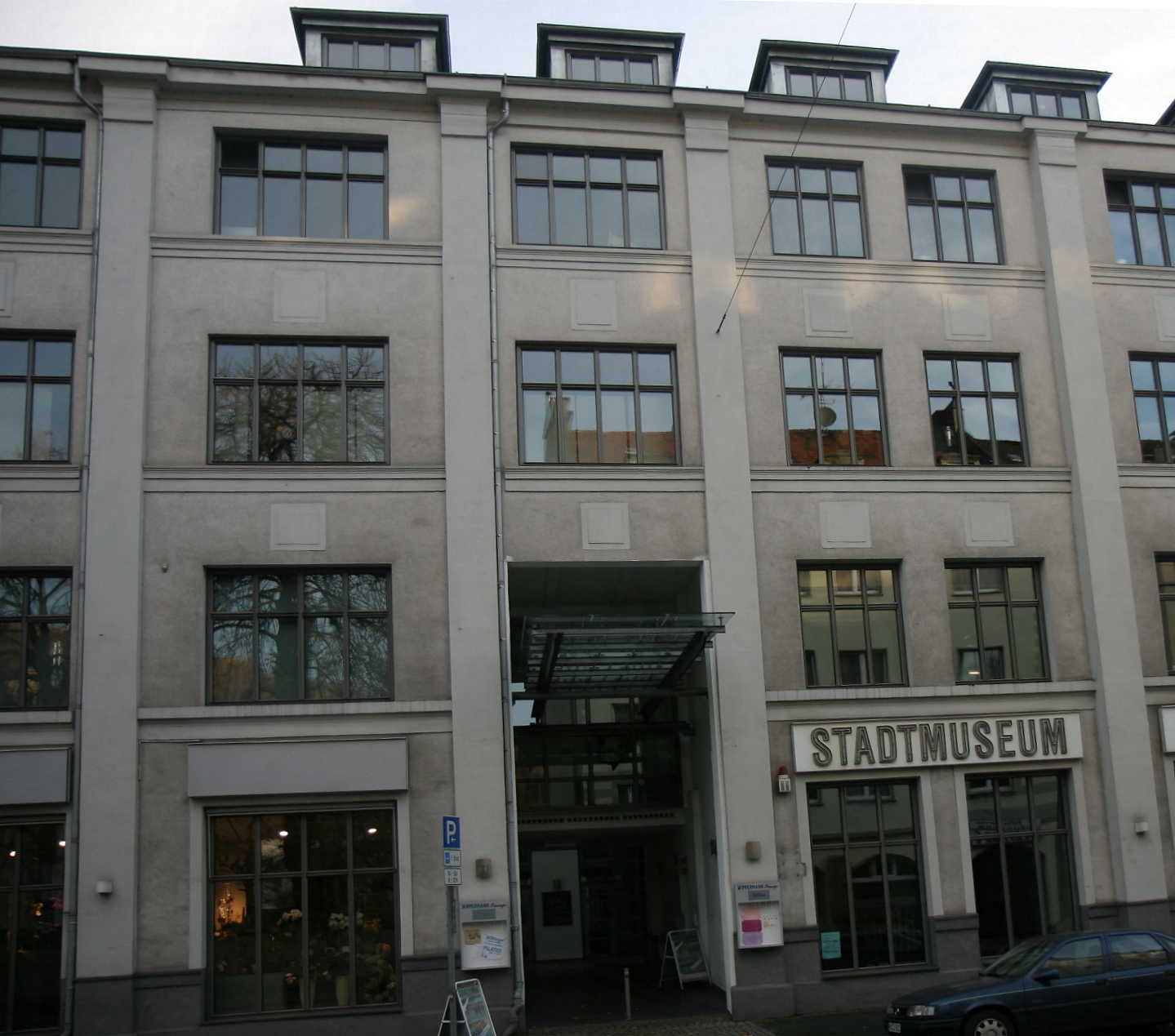
Das Stadtmuseum in der Wippermann-Passage

Von 1998 bis 2017 beherbergte das Historische Centrum Hagen (HCH) das Stadtmuseum, das Stadtarchiv, das Westfälische Musik- und Literaturarchiv sowie die Büros der Hagener Geschichtsvereine und Räume für Veranstaltungen. Es befand sich in der Wippermann-Passage, einem ehemaligen Gebäudeteil der gleichnamigen Kettenfabrik Wippermann im Hagener Ortsteil Eilpe. Damit war es der geschichtskulturelle Mittelpunkt Hagens und erlangte aufgrund seiner Wechselausstellungen und sonstigen Aktivitäten überregionale Bedeutung. Das Historische Centrum Hagen betreute bis 2010 unter anderem die Erforschung und Ausgrabung der Blätterhöhle mit bedeutenden Überresten steinzeitlicher Menschen.
Im Oktober 2005 wurde im Historischen Centrum die ständige Ausstellung zur Geschichte der Stadt Hagen eröffnet. Die umfangreiche Präsentation umfasste einen Rundgang durch die Geschichte der Stadt seit dem Mittelalter bis zur Gegenwart. Ausgestellt wurden auch Exponate von überregionaler Bedeutung. Die Multimedia-Ausstattung mit Bild-, Ton- und Informationsarchiv zählte in Nordrhein-Westfalen zu einer der besten Museumspräsentationen.
Das zugehörige Stadtarchiv, welches zu den größeren kommunalen Archiven Nordrhein-Westfalens gehört, verwahrt die historischen Bild- und Schriftquellen aus der Stadt und Region. Darunter befinden sich unter anderem mehr als 250.000 Bildnegative und Fotografien, eine Bibliothek mit rund 25.000 Büchern, zum Teil auch bibliothekarische Rara-Bestände, die bis in das späte 15. Jahrhundert zurückreichen, sowie seltene Noten- und Schriftenblätter vom 14. bis 19. Jahrhundert. Darüber hinaus besitzt das Stadtarchiv eine Münz- und Medaillensammlung mit rund 65.000 Einzelstücken. Zu den Museumsbeständen gehört unter anderem die Porzellansammlung Laufenberg-Wittmann, die seltene Service vom frühen 18. Jahrhundert an enthält.

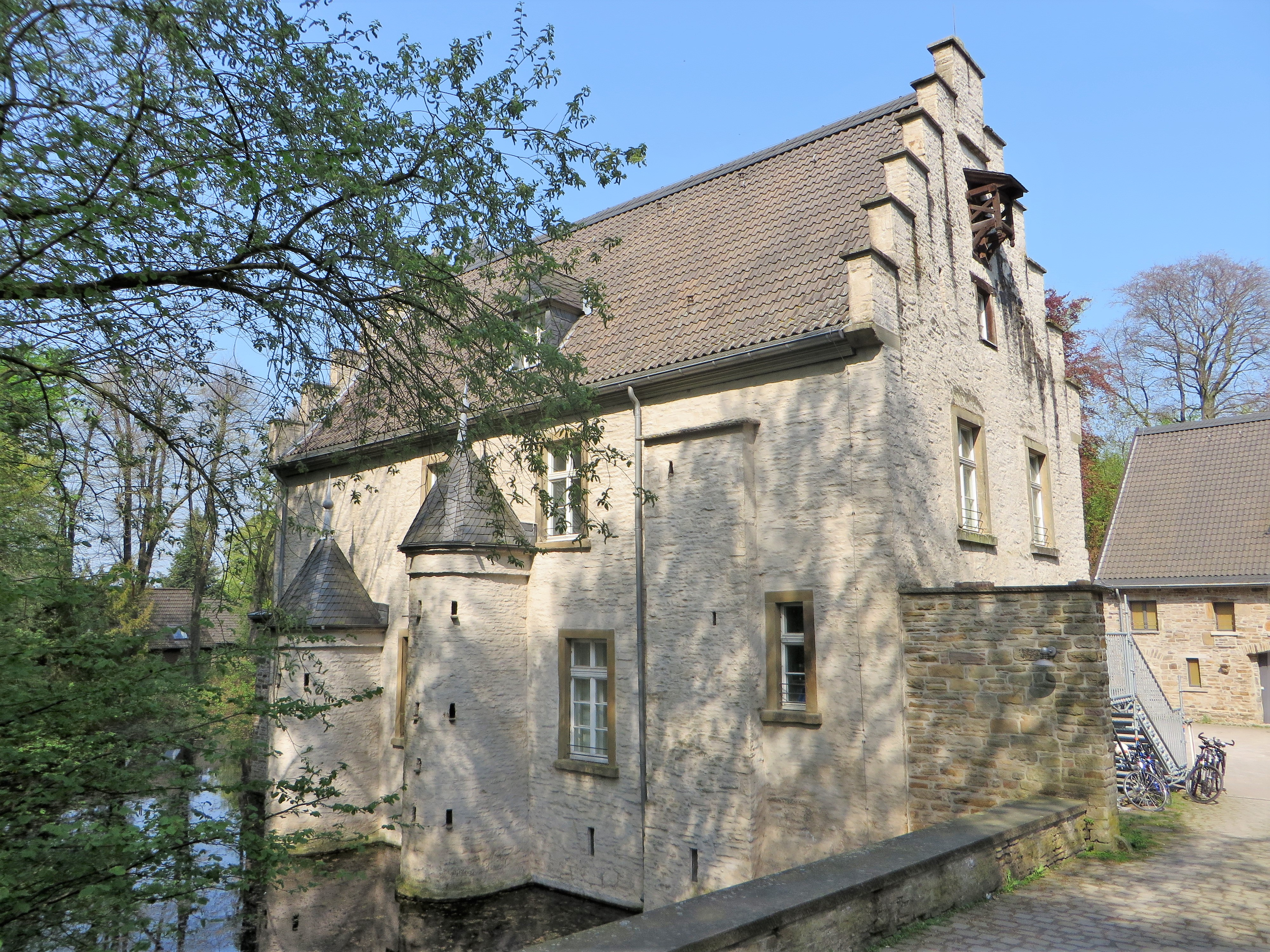
Wasserschloss Werdringen

Im Wasserschloss Werdringen, einer sich seit 1977 in städtischem Besitz befindlichen Burganlage aus dem 13. Jahrhundert, befindet sich seit November 2004 eine Außenstelle – das Museum für Ur- und Frühgeschichte. Die überregionale, auf das nordwestliche Sauerland ausgerichtete Schausammlung zählt zu den wichtigsten geologischen und archäologischen Museen in Nordrhein-Westfalen und erreicht hohe Besucherzahlen. Besonders beliebt sind die vielfältigen museumspädagogischen Programme für Schulklassen, Kinder und Jugendliche sowie Erwachsene.
Im Internet betrieb das HCH mit Historisches Centrum Online (HCO) unter der Federführung des Historikers Ralf Blank eines der größten und ältesten (seit 1994) lokal- und regionalgeschichtlichen, allgemein historischen und museumsfachlichen Angebote Deutschlands mit Portalfunktion. Das HCO war international vernetzt und kooperierte mit wichtigen Institutionen, wie der Humboldt-Universität in Berlin, dem Deutschen Museumsbund, dem Internationalen Museumsrat und dem H-Net. Heute ist die Website nicht mehr erreichbar, da sie von Seiten der Stadt Hagen aus Kostengründen geschlossen wurde. 
2012 wurden das Stadtmuseum und Stadtarchiv sowie das Museum Wasserschloss Werdringen als „Fachdienst Wissenschaft, Museen und Archive“ in den neu gebildeten Fachbereich Kultur der Stadtverwaltung eingegliedert. Die Leitung der Museen und des Stadtarchiv übernahm der Historiker Ralf Blank, der zuvor die Abteilung Geschichte und Archäologie im historischen Centrum Hagen geleitet hatte. 
Ende 2015 wurde das Stadtmuseum geschlossen. 2017 zog das Stadtarchiv aufgrund von Platzmangel und Mietkosten auf das Gelände des benachbarten städtischen Wirtschaftsbetriebes (WBH) in den sogenannten Archivturm und ist dort mit moderner archivarischer Infrastruktur ausgestattet. Somit hörte das Historische Centrum als Ort auf zu existieren. Das Museum für Ur- und Frühgeschichte Wasserschloss Werdringen wurde 2021 in Archäologiemuseum Hagen umbenannt. 
Im Frühjahr 2024 erfolgte die Bildung des Fachbereichs Museen und Archive der Stadt Hagen. Die Leitung des neuen Fachbereichs sowie die Direktion des Osthaus Museums Hagen übernahm zum 1. September 2024 der Kunsthistoriker Rainer Stamm.

### Neues Stadtmuseum

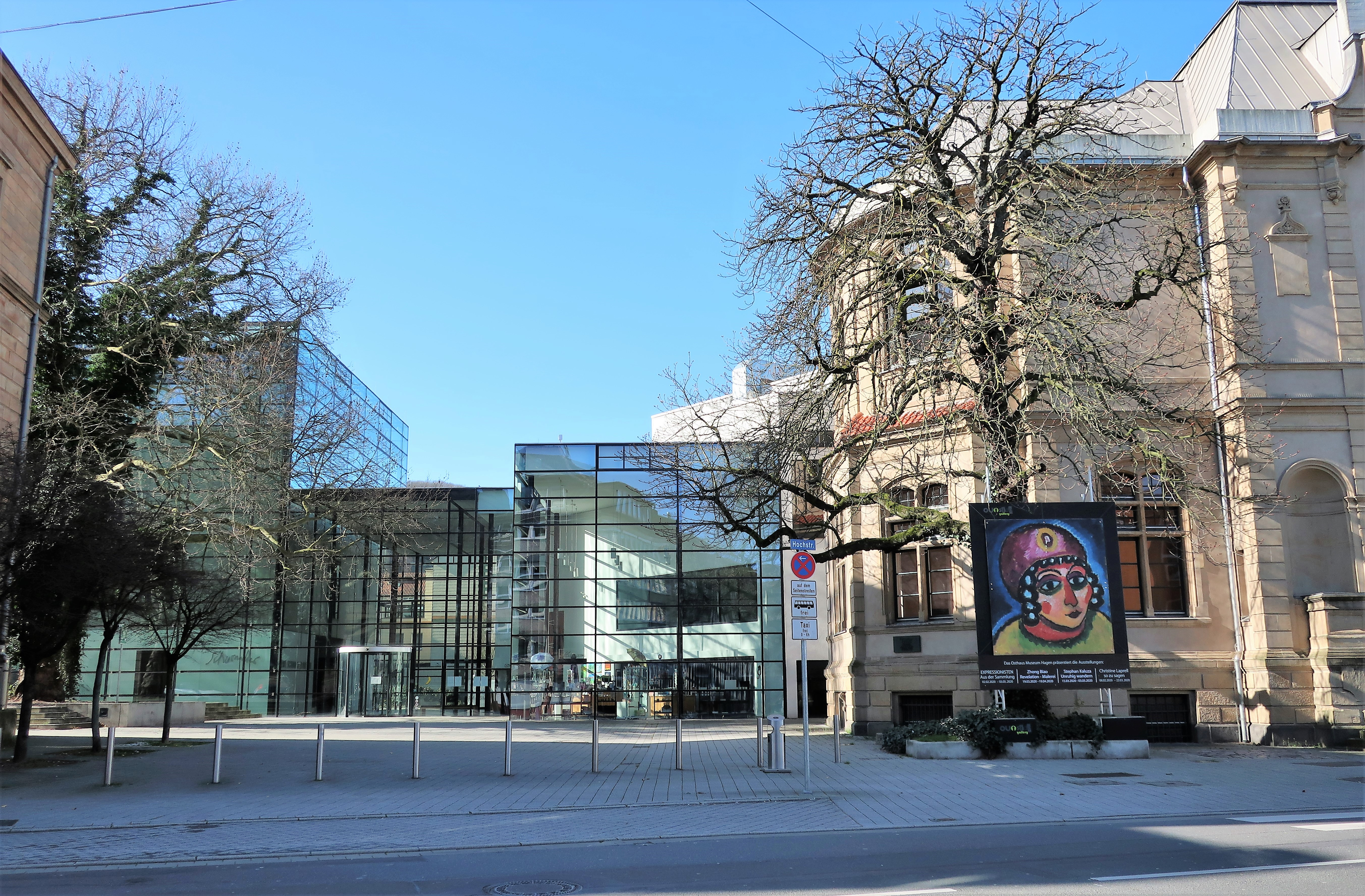
Museumsquartier Hagen

Das Stadtmuseum wurde vom „Historischen Centrum Hagen“ im Ortsteil Eilpe in die Stadtmitte verlegt, und zwar in ein denkmalgeschütztes Gebäude auf dem Gelände des Kunst- bzw. Museumsquartiers Hagen, das ab 1866 als Stadt- und Kreisgericht genutzt worden war, von 1873 bis 1926 als Landgericht, bis zur Zerstörung bei einem Luftangriff im Oktober 1943 als Sitz der städtischen Bauverwaltung und nach dem Wiederaufbau von 1946 bis 1978 als Sitz der Polizeidirektion Hagen. Die beiden Historikern Ralf Blank und Dietmar Freiesleben erarbeiteten ab 2017 die Konzeption einer neuen Dauerausstellung. 
dieses Konzept war 2020 die Grundlage für die Beantragung von Fördermitteln aus dem Landeshaushalt, NRW. Das ausdrücklich von Regierungspräsidium in Arnsberg und der Landesregierung für seine inhaltliche Kompetenz gelobte Konzept erhielt eine fast 100-prozentige Förderung durch Mittel des Ministeriums für Bauern, Familie und Heimat in Höhe von fast 2 Millionen €. Dadurch war es möglich, eine fundierte Dauerausstellung für das Stadtmuseum zu planen und einzurichten. 
Die Eröffnung des neuen Stadtmuseums verzögerte sich mehrfach, unter anderem infolge von Auflagen der Denkmalschutzbehörde, langen Genehmigungsverfahren und der Hochwasserkatastrophe im Juli 2021. Sie erfolgte schließlich am 14. September 2024.

## Anschrift
- Stadtarchiv Hagen: Eilper Straße 132–136 WBH-Campus Gebäude D („Archivturm“) 58091 Hagen
- Stadtmuseum Hagen (ab 2024): Museumsplatz 3, 58095 Hagen
- Archäologiemuseum Hagen, Wasserschloss Werdringen, 58089 Hagen